# Arumänska

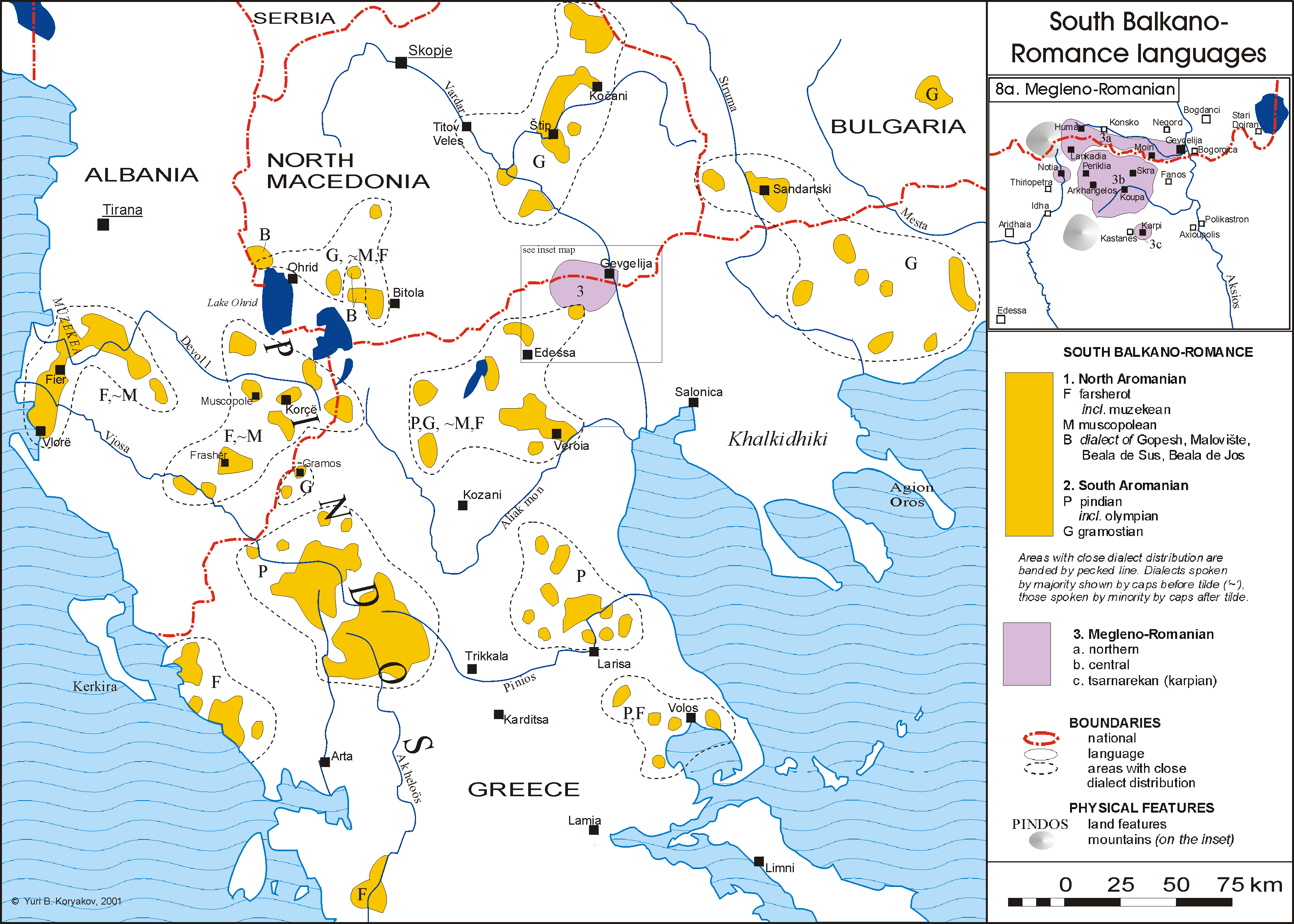
Dialekter.

Arumänska (även bland annat aromuniska och aromaniska, tidigare även arumanska, makedorumänska, vlachiska, på arumänska limba aromână, limba armânească, armâneashti eller armãneshce) är ett romanskt språk, utvecklat ur vulgärlatin och rumänska, som talas av ungefär 40 000 personer (arumäner) i Nordmakedonien, norra Grekland och östra Albanien, samt av mindre grupper i USA, Italien, Bulgarien, Kosovo och Rumänien. Uppgifter om antalet talare varierar kraftigt.
Huruvida arumänska och rumänska är två olika språk eller två dialekter av samma språk är omdebatterat, speciellt som språkvetenskapen inte definierar någon distinktion. Arumänskan uppkom efter Romarrikets erövring av Balkanhalvön och har många drag gemensamt med modern rumänska, såsom en likartad grammatik. Den viktigaste skillnaden mellan rumänska och arumänska är ordförrådet, vilket i rumänskans fall i högre grad har influerats av de angränsande slaviska språken, medan arumänska har lånat många ord från grekiskan, som den har varit i nära kontakt med genom hela sin historia.

## Geografisk utbredning
Det arumänska språket och arumänerna är officiellt erkända som en minoritet i Nordmakedonien under namnet vlachiska, men stora arumänska grupper finns också i Albanien, Grekland, Bulgarien, Serbien samt i Rumänien dit en del arumäner har emigrerat.

## Historia
Det anses i allmänhet att det vulgärlatin som talades i Romerska rikets Balkanprovinser någon gång för mellan 800 och 1200 år sedan uppdelades i fyra språk: dakorumänska (dagens rumänska språk), arumänska, meglenorumänska och istrorumänska. 
Grekiska influenser är mycket starkare i arumänskan än i andra östromanska språk. Sedan turkarnas ankomst till Balkan har arumänskan också upptagit en del turkiska ord. Det grundläggande ordförrådet är dock romanskt. 

## Dialekter
Det finns två större arumänska dialekter som har fått sina namn efter två platser i nuvarande Albanien: Moscopoledialekten (från staden Voskopoja, arumänska Moscopole) och den gramusteanska dialekten (från Grammosregionen).

## Grammatik
Arumänskans grammatik är mycket lik rumänskans och olik de andra romanska språkens. Den bestämda artikeln är en klitisk partikel som tillfogas slutet av ordet, både bestämd och obestämd artikel kan böjas, och substantiven har tre genus, maskulinum, femininum och neutrum. 

### Verb
Arumänskans grammatik har dock vissa drag som skiljer den från rumänskan, varav ett viktigt är att infinitiv av verb har försvunnit helt, som i flera andra balkanspråk. De tempus och modus som i rumänskan använder infinitiv (som futurum och konditionalis) bildas på andra sätt i arumänskan. 
Arumänska verb böjs i fem konjugationer, mot rumänskans fyra.